# Coquimbite
La coquimbite est un minéral assez rare, dont la composition est celle d'un sulfate d'aluminium et de fer (ferrique) hydraté, de formule globale, AlFeIII2(SO4)6·18 H2O.
Elle forme un groupe avec la paracoquimbite, l'aluminocoquimbite et constitue un dimorphe de la paracoquimbite avec qui elle a une relation épitaxiale ou polytypique. Sa formule, originellement écrite Fe2-xAlx(SO4)3.9 H2O (x ~ 0.5) voire Fe2(SO4)3.9 H2O, a été remplacée en 2019 par AlFe3(SO4)6(H2O)12·6 H2O pour mieux refléter sa relation homéotypique avec la paracoquimbite. 
La coquimbite pure est incolore et transparente. Dans la nature, cependant, elle prend généralement une couleur rose à violette, rarement aussi une couleur jaune, verte ou bleue en raison d'adjuvants étrangers.
Elle a été nommée en 1841 par August Breithaupt en référence à sa localité type de la province de Coquimbo, au Chili.
Avec une dureté Mohs de 2,5, la coquimbite se situe entre les minéraux de référence que sont le gypse (2) et la calcite (3) et appartient donc encore aux minéraux mous, qui ne peuvent être rayés avec un ongle, mais facilement avec une pièce de monnaie en cuivre.